# 943
943 је била проста година.

## Догађаји
- У савезу са Русима, мађарска војска напада Мезију и Тракију. Цар Роман I купује мир, и прихвата да плаћа годишњи данак Мађарима. Његове границе сада 'заштићене' на Балканском полуострву, Роман шаље византијске експедиционе снаге (80.000 људи) предвођене генералом Јованом Куркуасом (његовим главнокомандујућим) да нападну северну Месопотамију (савремени Ирак).
- Каспијске експедиције Руса: Руси под вођством варјашког кнеза Игора I Кијевског плове уз реку Куру, дубоко у Кавказ, и побеђују снаге саларидског владара Марзубана ибн Мухамеда. Они заузимају град-тврђаву Барда (савремени Азербејџан).
- Битка код Велса: Заједничка баварско-карантанска војска предвођена Бертолдом (војводом од Баварске) побеђује Мађаре код Велса (Горња Аустрија), који су нападнути на прелазу реке Ен код Енсбурга.
- Краљ Едмунд I пустоши Стратклајд и побеђује шкотског краља Константина II, који је владао као краљ Албе од 900. Константин, владар 'Пикта и Шкота', абдицира да би отишао у манастир и препустио контролу над својим царством свом рођаку Малколму I.
- Мост Тринити у Кроуленду, Линколншир, описан је у 'Повељи Еадреда'.